# Salon Comparaisons
Le Salon Comparaisons (ou, aujourd'hui, Comparaisons) est un Salon de peinture et de sculpture créé en 1954 par Andrée Bordeaux-Le Pecq et Lilas Bug ainsi que différents peintres et sculpteurs. Le salon a pour objectif de promouvoir les relations entre des artistes français et étrangers de l'art figuratif et de l'art abstrait.

La devise du Salon est de Paul Valéry : 

« Enrichissons-nous de nos différences mutuelles. »

## Histoire
Comparaisons est fondé par Lilas Bug morte en 1955 (année de la fondation du Salon), et par Andrée Bordeaux-Le Pecq (1910-1973).
Pour contrebalancer l'art officiel, le comité du salon élabore une politique internationale des arts plastiques libres. Des groupes de peintres d'Allemagne, d'Autriche, du Japon, du Mexique, d'Iran étaient invités à exposer avec les peintres français.
En 1964, pour fêter les dix ans du salon, le comité organise une grande exposition présentant les tendances d'art les plus significatives du moment au Musée d'Art moderne de Paris. Yves Klein, Christo, Max Ernst, Victor Vasarely, Martial Raysse, Niki de Saint Phalle, Gesner Armand, Daniel Spoerri, Aristide Caillaud, Leonor Fini, Serge Poliakoff, Henri Michaux, Yaacov Agam, Maurice Boitel, Isidore Isou et d'autres y exposent leurs œuvres. L'exposition est introduite par Jean Cassou. 

### Membres fondateurs
- François Baboulet
- Henri Cadiou
- Rodolphe Caillaux
- Georges Delplanque
- Daniel du Janerand
- Jean Feugereux
- Henri Goetz
- Pierre Guastalla
- René Leleu
- Pierre Lelong
- Evelyn Marc
- Raoul Michau
- Joseph Rivière
- André Sablé
- André Trèves
- Henry Valensi
- André Valesy
- Volti

### Groupes
Comparaisons compte 35 groupes correspondant à de tendances de l’art actuel :
- Mémoires croisées - Paul Alexis
- Métaphore - Moreno Pincas
- Expressionnisme - Jörg Hermle
- Transposition figurative - Hervé Loilier
- Paysages et poésie - Jean Porte
- Abstraction lyrique - Michel Graff
- Singulière sculpture - Bruno Lemee
- Visionirique étrange - Carlos Sablón
- Art-metis - Son Hye Jeong
- Exubérantes écritures - Jean-François Larrieu
- Geste et synthèse - Yvon Neuville
- Paysages - Michèle Battut
- Chine - Weiyi Wang
- Constructivisme - Hernan Jara
- Les naïfs - Bernard Vercruyce
- Sculpture plurielle - William Noblet
- Amérique latine - Maléna Santillana
- Matière et lumière - Hélène Leroy
- De l’apparence à l’imaginaire - Asilva
- Résonances intérieures - Sylc
- Figuration actuelle - Jean Lemonnier
- Signes et traces - Jean-Jacques Lapoirie
- Ostendo - Christophe Curien
- Maxiréalisme - Dan Jacobson
- Installations libres - Sang Lan Kim
- Évocation narrative - Alain Campello
- Japon - Takeshi Inaba
- Expression hors les normes - Joël Crespin
- La vie en instantané - François Fasnibay
- De l’inertie au mouvement - Françoise Abraham

### Artistes exposés
- Hugues Absil
- Paul Aïzpiri
- Yvette Alde
- Pierre Alechinsky
- Marie Amalia
- Paul Ambille
- Georges Arditi
- Lydie Arickx
- Arman
- Jean-Michel Atlan
- Michel Aubert
- Jean Aujame
- Eugène Baboulène
- George Ball
- Guy Bardone
- Michèle Battut
- Marc Baumann
- André Beauce
- Bélasco
- Milija Belic
- Ben
- Hanna Ben-Dov
- Louis Berthomme Saint-André
- Gianni Bertini
- Jean-Claude Bertrand
- Solange Bertrand
- Raymond Biaussat
- Roland Bierge
- Maurice Boitel
- Jordi Bonàs
- Robert Bouquillon
- Claude Bourguignon
- Carlos Braché
- André Brasilier
- Yves Brayer
- Camille Bryen
- Bernard Buffet
- Jean-Pierre Capron
- Philippe Cara Costea
- Agustín Cárdenas
- Tonia Cariffa
- Nicolas Carrega
- Jean Carzou
- Bernard Cathelin
- Céelle
- César
- Élisabeth Chabin
- Chaissac
- Jack Chambrin
- Roger Chapelain-Midy
- Paul Charlemagne
- Philippe Charpentier
- Christo
- John Christoforou
- Élisabeth Cibot
- Antoni Clavé
- Jean Cluseau-Lanauve
- Paul Collomb
- Gérald Collot
- Marta Colvin
- Combas
- Corine Sylvia Congiu
- Bernard Conte
- Corneille
- André Cottavoz
- Jean Couty
- Jean Couy
- Leonardo Cremonini
- Roger Crusat
- Dado
- Géula Dagan
- Salvador Dalí
- David Daoud
- Gabriel Dauchot
- Olivier Debré
- Henri Déchanet
- Michel de Gallard
- Jean Degottex
- Jacques Démoulin
- Jacques Derrey
- Gérard Deschamps
- Cícero Dias
- Jean Dries
- Gaetano Di Martino
- Franck Duminil
- Isabel Echarri
- Max Ernst
- Simona Ertan
- Alekos Fassianos
- Maurice Faustino-Lafetat
- Albert Féraud
- Leonor Fini
- Robert Fontené
- Michel Four
- Günter Fruhtrunk
- Jean Fusaro
- Aline Gagnaire
- Alexandre Garbell
- Pierre Garcia-Fons
- Geneviève Gavrel
- Pierre Gilles
- Henri Ginet
- Édouard Goerg
- Emili Grau Sala
- Pierre Graziani
- Pierre de Grauw
- Antonio Guansé
- Raymond Guerrier
- Guiramand
- Alberto Guzmán
- Hains
- André Hambourg
- Hastaire
- Arnaud d'Hauterives
- François Heaulmé
- Liselotte Heckmann
- Émile Hecq
- Michel Henry
- Sabine Hettner
- Camille Hilaire
- Alexis Hinsberger
- Franck Innocent
- Paolo Intini
- Isidore Isou
- Istrati
- Dan Jacobson
- Louise Janin
- Jean Jansem
- Monique Journod
- François Jousselin
- Michel King
- Yves Klein
- Ben-Ami Koller
- Kupka
- Jean Labellie
- Henri Lachièze-Rey
- Wifredo Lam
- André Lanskoy
- Robert Lapoujade
- Danielle Le Bricquir
- Roland Lefranc
- André Le Glatin
- François Legrand
- Claude Lepape
- Roger Lersy
- André Lhote
- Bengt Lindström
- Claudine Loquen
- Édouard Georges Mac-Avoy
- Magritte
- Frank Malina
- Carlo Marangio
- Nelly Marez-Darley
- Jean-Marie Martin
- André Masson
- Georges Mathieu
- Matta
- Frédéric Menguy
- Jean Messagier
- Jan Meyer
- Michel-Henry
- Jean Miotte
- François Morellet
- Jean-Jacques Morvan
- Marcel Mouly
- Michele Mulas
- Jean Navarre
- Aurélie Nemours
- Niki de Saint Phalle
- Takanori Oguiss
- Felicia Pacanowska
- José Palmeiro
- Michel Pandel
- Max Papart
- Michel Patrix
- Gen Paul
- Lilya Pavlovic-Dear
- Marcel Peltier
- Guy Péqueux
- Poliakoff
- Picasso
- Jean-Pierre Pophillat
- Joseph Pressmane
- Franz Priking
- Bernard Quentin
- Nicole Quétin
- Paul Rambié
- Man Ray
- Raynaud
- Martial Raysse
- Raza
- Paul Rebeyrolle
- Raoul Pradier
- Claude Roederer
- Georges Rohner
- Mimmo Rotella
- Carlos Sablón
- Katrina Sadrak
- Day Schnabel
- Denis Schneider
- Werner Schramm
- Antonio Seguí
- Michel Sementzeff
- Bernadette Sers
- Michel Seuphor
- Sima
- Jeanne Socquet
- Jesús-Rafael Soto
- Daniel Spoerri
- Léopold Survage
- Misha Sydorenko
- Itoku Tagaya
- Takis
- Antoni Tàpies
- Kim Tchang Yeul
- Chu Teh-Chun
- Éliane Thiollier
- Jacques Thiout
- Ann Tiné
- Tinguely
- Kristine Tissier
- Tobiasse
- Louis Toffoli
- Bernardino Toppi
- Raphaël Toussaint
- Jacques Truphémus
- Serge de Turville
- Utrillo
- Bram Van Velde
- Van Dongen
- Vasarely
- Vladimir Veličković
- Bernard Vercruyce
- Vieira da Silva
- Jean-Pierre Vielfaure
- André Vignoles
- Viko
- Villeglé
- Jacques Villon
- Claude Viseux
- Vlaminck
- Volti
- Jacques Voyet
- Henry de Waroquier
- Fernand Weil
- Jacques Winsberg
- Zao Wou-Ki
- Yankel
- Léon Zack
- Fred Zeller
- Gabriel Zendel
- Zingg

## Lieu
Depuis 1956, le Salon Comparaisons a lieu sous la nef du Grand Palais à Paris.

## Modalités de participation
La participation au Salon Comparaisons passe uniquement par les chefs de groupes. Chaque groupe représente une sensibilité. Les peintres et les sculpteurs exposent une œuvre.

## Publications et presse
- Au Salon "Comparaisons", par M.-C. L., Le Monde, le 13 mars 1964[1]
- Dix ans d'art actuel : Comparaisons 1964, Éditeur : Ed. Publiplast[2]
- Paris: "Comparaisons" dans la peinture française actuelle, The New York Times, 1967[3]
- Paris fête Matisse, Die Zeit, 1970[4]